# 渡邉賢
渡邉 賢（わたなべ まさる、1956年12月24日 - ）は、日本の経営者。

## 経歴
1979年に東洋紡績に入社。
2014年4月に執行役員に就任し、2016年6月に取締役も兼任。2017年4月に常務執行役員に就任し、翌年4月には代表取締役兼専務執行役員に昇格し、2020年6月に副社長に昇格した。翌年には子会社の東洋紡不動産社長に就任した。